# کینتا د تیلکوکو
کینتا د تیلکوکو (به اسپانیایی: Quinta de Tilcoco) یک شهرستان در شیلی است که در کاچاپوآل واقع شده‌است. کینتا د تیلکوکو ۹۳٫۲ کیلومتر مربع مساحت و ۱۲٬۳۷۹ نفر جمعیت دارد و ۲۷۶ متر بالاتر از سطح دریا واقع شده‌است.